# Glaphyra uenoi
Glaphyra uenoi là một loài bọ cánh cứng trong họ Cerambycidae.